# Bandidus abditus
Bandidus abditus is een insect uit de familie van de mierenleeuwen (Myrmeleontidae), die tot de orde netvleugeligen (Neuroptera) behoort. 
Bandidus abditus is voor het eerst wetenschappelijk beschreven door Walker in 1853.